# 抵抗の枢軸
抵抗の枢軸（ていこうのすうじく）は、中東各地でイランが支援する武装組織のネットワークを指す言葉。イスラエルやアメリカに「抵抗」することから、この名が付けられた。
代表的な枢軸陣営組織にはヒズボラ、ハマース、イラン革命防衛隊、イスラム聖戦などが挙げられる。イランは枢軸陣営に多くの資金を送っていると考えられているが、イラン政府は認めていない。
2023年パレスチナ・イスラエル戦争以後、抵抗の枢軸陣営とアメリカ・イスラエル陣営の対立は明確となり、2023年イスラエルとヒズボラの紛争や、紅海危機、イラン・イスラエル戦争に繋がることとなる。